# Kudali
Kudali (en rus: Кудали) és un poble del Daguestan, a Rússia, que en el cens del 2010 tenia 913 habitants. Pertany al districte rural de Gunib.